# هاینریش پتر
هاینریش پتر (آلمانی: Heinrich Peter؛ زادهٔ ۱۳ ژوئن ۱۹۱۰ - درگذشته نامشخص) بازیکن هاکی روی چمن اهل آلمان است.